# Jekulo (plaats)
Jekulo is een bestuurslaag in het regentschap Kudus van de provincie Midden-Java, Indonesië. Jekulo telt 10.082 inwoners (volkstelling 2010).